# Blackstone Lake
Blackstone Lake är en sjö i Kanada.   Den ligger i Kenora District och provinsen Ontario, i den sydöstra delen av landet, 1 300 km nordväst om huvudstaden Ottawa. Blackstone Lake ligger 384 meter över havet.
I omgivningarna runt Blackstone Lake växer i huvudsak barrskog. Trakten runt Blackstone Lake är nära nog obefolkad, med mindre än två invånare per kvadratkilometer.